# سانت آيفز (دائرة انتخابية في المملكة المتحدة)
سانت آيفز (بالإنجليزية: St Ives)‏ هي إحدى الدوائر الانتخابية في المملكة المتحدة الممثلة في مجلس العموم في برلمان المملكة المتحدة.
عضو البرلمان الذي يمثلها حالياً هو :Andrew George (LD).